# Clóvis Bueno
Clóvis Bueno (Santos, 1940 - Rio de Janeiro, 25 de junho de 2015) foi um diretor de arte e cineasta brasileiro.

## Biografia
Ator, diretor, cenógrafo, diretor de arte, figurinista, autor e assistente de diretor de cinema.
Atuou no teatro nas décadas de 60 e 70 como ator, diretor, cenógrafo e figurinista. Foi diretor de arte de Brincando nos Campos do Senhor (dirigido por Hector Babenco e produzido por Saul Zaentz) e de O Beijo da Mulher Aranha (Hector Babenco), que recebeu Oscar de Melhor Ator para William Hurt.
Faleceu no dia 24 de junho de 2015, aos 74 anos. Não houve informações sobre a causa da morte.

## Filmografia
Diretor de Arte
- 2010 - High School Musical: O Desafio
- 2009 - Lula, o Filho do Brasil
- 2007 - O Homem Que Desafiou o Diabo
- 2006 - Os Desafinados
- 2004 - A Dona da História
- 2004 - Onde Anda Você
- 2002 - Lara
- 1999 - Orfeu
- 1998 - Amor & Cia
- 1995 – As Meninas
- 1995 – O Monge e a Filha do Carrasco
- 1994 - Menino Maluquinho - O Filme
- 1993 - Era Uma Vez no Tibet
- 1993 - Vagas para moças de Fino Trato
- 1989 - Doida Demais
- 1987 - Feliz Ano Velho
- 1986 - A Cor do seu Destino
- 1985 - O Beijo da Mulher Aranha
- 1984 - Águia na Cabeça
- 1982 – Os Três Palhaços e o Menino
- 1981 - Pixote, a Lei do Mais Fraco
- 1981 - Fruto do Amor
- 1981 – O Sequestro
- 1981 – O Torturador
- 1981 - Viagem ao Céu da Boca
- 1978 – O Escolhido de Iemanjá
- 1976 – O Pai do Povo

Desenhista de produção
- 2003 - Carandiru
- 1998 - Kenoma
- 1997 - A Ostra e o Vento
- 1995 - Jenipapo
- 1994 - Lamarca
- 1992 - Kickboxer 3: The Art of War
- 1991 – Brincando nos Campos do Senhor
- 1988 - Jorge, um Brasileiro
- 1988 - Mistério no Colégio Brasil
- 1985 – O Beijo da Mulher Aranha
- 1985 - A Hora da Estrela
- 1982 - Aventuras de um Paraíba
- 1982 – Índia, a Filha do Sol

Figurinista
- 1987 - Feliz Ano Velho
- 1985 - The Emerald Forest
- 1982 - Aventuras de um Paraíba
- 1982 - Índia, a Filha do Sol
- 1982 – Os Três Palhaços e o Menino
- 1981 - Pixote, a Lei do Mais Fraco
- 1981 - Fruto do Amor
- 1981 - Viagem ao Céu da Boca

Autor
- 2005 – Cafundó
- 1982 – Os Três Palhaços e o Menino

Diretor
- 2005 – Cafundó

Ator
- 2004 - A Dona da História

Gerente de produção
- 1982 - Mar do Pecado

## Premiações
Em 2001, recebeu o Grande Prêmio do Cinema Brasileiro na categoria Melhor Direção de Arte pelo trabalho em Castelo Rá-Tim-Bum. Em 2011, foi indicado ao prêmio na mesma categoria, pelo filme Lula, o Filho do Brasil.
Em 2014, foi o profissional do audiovisual homenageado pela ABC (Associação Brasileira de Cinematografia) durante o "Prêmio ABC 2014".  Hector Babenco foi a pessoa a entregar a homenagem à Clóvis Bueno, parceiro em algumas de suas mais importantes produções (como "Brincando nos Campos do Senhor", "Pixote", "O Beijo da Mulher-Aranha" e "Carandiru").